# Philip Schmidt
Philippus Johannes Hendrikus (Philip) Schmidt (Amsterdam, 14 augustus 1902 – aldaar, 28 juni 1981) was een Nederlands biljarter. Hij nam tussen seizoen 1937–1938 en 1951–1952 vier keer deel aan de nationale kampioenschappen driebanden in de ereklasse.

## Titels
- Nederlands kampioen (9x):

Kader 35/2 (4x): 1e klasse 1924–1925, 1927–1928, 1941–1942; Hoofdklasse 1947–1948
Ankerkader 45/2 (2x): 3e klasse 1931–1932, 1935–1936
Driebanden groot (2x): 2e klasse 1937–1938, 1e klasse 1953–1954
Ankerkader 38/2 (1x): Hoofdklasse 1953–1954

## Deelname aan Nederlandse kampioenschappen in de Ereklasse
| Nr. | Kampioenschap        | Plaats    | Klassering | Alg. gemiddelde |
| --- | -------------------- | --------- | ---------- | --------------- |
| 1.  | Driebanden 1937–1938 | Amsterdam | 4e         | 0,596           |
| 2.  | Driebanden 1938–1939 | Amsterdam | 6e         | 0,532           |
| 3.  | Driebanden 1940–1941 | Utrecht   | 7e         | 0,501           |
| 4.  | Driebanden 1951–1952 | Tilburg   | 3e         | 0,586           |